# والتر إي. إليس
والتر إي. إليس (بالإنجليزية: Walter E. Ellis) هو قاتل متسلسل أمريكي، ولد في 24 يونيو 1960، وتوفي في 1 ديسمبر 2013 في سو فولز في الولايات المتحدة.